# Eiga Star Twinkle Pretty Cure - Hoshi no uta ni omoi wo komete
Eiga Star☆Twinkle Pretty Cure - Hoshi no uta ni omoi wo komete (映画 スター☆トゥインクルプリキュア 星のうたに想いをこめて?, Eiga Sutā☆Tuinkuru Purikyua Hoshi no uta ni omoi wo komete, Eiga Star☆Twinkle Precure Hoshi no uta ni omoi wo komete, lett. "Star☆Twinkle Pretty Cure - Il film: Metti i sentimenti nel canto delle stelle") è un film del 2019 diretto da Yūta Tanaka.
È il ventisettesimo film d'animazione tratto dal franchise Pretty Cure di Izumi Tōdō e l'unico relativo alla sedicesima serie Star☆Twinkle Pretty Cure.

## Trama
Dopo uno scontro con Tenjou e il suo esercito di Notrei, una pioggia di meteoriti fa finire una piccola creatura dentro il porta-caramelle di Lala. Questa è dotata di vita propria, ma non parla e comunica attraverso dei suoni; Hikaru sceglie di chiamarla Yūma (UMA, acronimo di "Unidentified Mysterious Animal", un animale misterioso non identificato). Senza Elena e Madoka che sono in gita scolastica e Yuni in fuga dalla polizia spaziale per i furti compiuti nei panni di Blue Cat, Lala e Hikaru hanno la possibilità di farsi capire da Yūma tramite il canto e di stringerci un forte legame, visitando attraverso il suo potere alcuni luoghi sparsi nel mondo. Dei cacciatori spaziali, però, vogliono mettere le mani su Yūma per ricavarne un'alta ricompensa economica, vista la sua potenza e rarità: le Pretty Cure si battono per proteggere la creatura, potenziandosi del potere della Miracle StarLight e delle dodici costellazioni dello zodiaco. Yūma nel frattempo cresce e si sviluppa in quello che in futuro sarà un pianeta e, affinché non venga catturato e influenzato dal male, deve ritornare nello spazio da dove è venuto, ma Lala non vuole separarsene. Le emozioni contrastanti tra i nemici e Lala causano instabilità in Yūma, che assume dimensioni pari a quelle di un pianeta; nel disperato tentativo di fermarlo dalla distruzione, le Pretty Cure si fanno strada per raggiungerlo mentre affrontano vari gruppi di cacciatori spaziali. Cure Milky esprime rammarico per non aver compreso e lasciato andare via prima Yūma, e supportata da Cure Star, Cure Soleil, Cure Selene e Cure Cosmo mette nel canto il suo sentimento. Ripristinata la serenità con l'arresto dei cacciatori spaziali, Yūma saluta un'ultima volta Cure Milky e Cure Star, che si assicurano un giorno di fargli visita sul nuovo pianeta che va a crearsi.

## Personaggi esclusivi del film
Yūma (ＵＭＡ?, Yūma)
È una misteriosa creatura che, dopo una pioggia di meteoriti, finisce per caso dentro il porta-caramelle di Lala. Inizialmente ha l'aspetto di una piccola stella, che poi diventa un piccolo essere vivente senza occhi, naso e bocca, che emette soltanto un verso simile a un suono elettronico, incomprensibile e con cui è difficile comunicare. Sembra che gli piaccia la musica e reagisce al canto. Ha la capacità di teletrasportarsi e, in risposta alle richieste di Hikaru e Lala, viaggia con loro in diverse parti del mondo. Si scopre essere una Star Drop (スタードロップ?, Sutā Doroppu), ovvero un seme di stella espulso da un'altra che ha raggiunto la fine della sua vita ed è esplosa. La sua costante crescita, fortemente influenzata da tutto ciò che incontra, lo porta a svilupparsi in futuro come pianeta vero e proprio. Data la sua potenza e la sua rarità, è un bersaglio per i cacciatori spaziali che vogliono impossessarsene per guadagnare denaro. Le Pretty Cure scelgono di proteggerlo, ma l'influenza tra bene e male lo destabilizza e lo fa crescere velocemente di dimensioni pari a quelle di un pianeta; soltanto il canto di Cure Milky assieme alle altre Pretty Cure lo riporta sotto controllo. Prima di salutare un'ultima volta Cure Milky e Cure Star e tornare nello spazio per diventare un nuovo pianeta, assume una combinazione di sembianze di Hikaru e Lala.
Mary Ann (メリー・アン?, Merī An)
È un'investigatrice alle prime armi della polizia del Mondo del Cielo Stellato dall'aspetto di cane. La sua missione originale è proteggere le Star Drop da coloro che vogliono impossessarsene e utilizza la Miracle StarLight per individuarle e radunarle, ma viene anche incaricata di arrestare Blue Cat (Yuni) per i furti commessi sebbene fatichi nell'impresa. Possiede un ottimo olfatto e ha un forte senso della giustizia. È ligia al dovere, ma a volte goffa e un po' esagerata nei modi. Alla fine viene vista arrestare i vari gruppi di cacciatori spaziali che volevano catturare Yūma.
Burn (バーン?, Bān)
È un componente del gruppo di cacciatori alieni che vogliono ottenere UMA. Proviene dalla Stella Nitro, ha il corpo composto di nitroglicerina e nei combattimenti fa uso del fuoco. Il suo attacco è Magma Punch (マグマ・パンチ?, Maguma Panchi). Ha una personalità brutale e violenta, ma tende a imbarazzarsi quando si trova in situazioni inaspettate. Viene affrontato da Cure Star.
Hydro (ハイドロ?, Haidoro)
È una componente del gruppo di cacciatori dello spazio che vogliono ottenere UMA. L'unica donna tra i cinque, proviene dalla Stella Water e ha poteri sull'acqua, oltre a poter modificare il corpo a proprio piacimento. Parla il dialetto di Kyoto. Ha un atteggiamento calmo dal cuore freddo, ed è determinata a perseguire i propri obiettivi. Viene affrontata da Cure Milky.
Dive (ダイブ?, Daibu)
È un componente del gruppo di cacciatori dello spazio che vogliono ottenere UMA. Proviene dalla Stella Shadow ed è caratterizzato da un panno viola avvolto attorno ad un occhio nero. Preferisce nascondersi nell'ombra, al punto da definirsi "l'ombra stessa", e ha la tendenza a ferire inesorabilmente i suoi avversari. Può allungare il corpo per attaccare. Tuttavia, il suo punto debole è la perdita della pazienza quando non ci sono ombre attorno. Viene affrontato da Cure Soleil.
Gyro III (ジャイロＩＩＩ?, Jairo III)
È un componente del gruppo di cacciatori dello spazio che vogliono ottenere UMA. Proviene dalla Stella Mecha ed è caratterizzato da un robusto corpo meccanico. Non ha emozioni umane e tende a dare priorità all'efficienza, nel bene e nel male, come coinvolgere e attaccare gli altri cacciatori nello stesso momento pur di raggiungere gli obiettivi personali. In battaglia attacca con una varietà di armi montate su se stesso, può allungare gli arti, sparare piccoli missili dalla testa e potenti raggi di luce dalla parte inferiore del corpo. Viene affrontato da Cure Selene.
Chop (チョップ?, Choppu)
È un componente del gruppo di cacciatori dello spazio che vogliono ottenere UMA. Proviene dalla Stella Giant, infatti ha un corpo enorme con due corna sulla testa e grandi mani rosse simili a guanti. È irascibile ed è accecato da catturare Star Drop, tanto da attaccare la sua stessa astronave. Può scatenare scosse elettriche e barriere dagli angoli della sua testa. Viene affrontato da Cure Cosmo.
Takehiko Ueda (上田 剛彦?, Ueda Takehiko)
È un giornalista televisivo.

## Oggetti magici
Miracle ♡ StarLight (ミラクル♡スターライト?, Mirakuru ♡ SutāRaito)
È una piccola torcia con l'estremità di cristallo a forma di stella decorata con cuori e stelle che proietta un fascio di luce. Viene utilizzata da Mary Ann come radar per individuare Star Drop. Oltre a reagire al potere di Yūma, trasforma il coraggio in un nuovo potere per le Pretty Cure, consentendo loro di potenziarsi con le dodici costellazioni dello zodiaco.
In Giappone, quando è uscito il film, le Miracle StarLight sono state realmente distribuite al pubblico nelle sale, difatti nella sequenza introduttiva del lungometraggio si vedono le protagoniste spiegare come utilizzarla per incitare le Pretty Cure durante la visione.
Star Color Pen ~Canto delle stelle ver.~ (スターカラーペン ～星のうたｖｅｒ.～?, Sutā Karā Pen ~Hoshi no uta ver.~)
È una penna magica, simile alle Princess Star Color Pen zodiacali delle Pretty Cure, nata dall'unione dei sentimenti di Lala e Yūma prima di separarsi. Lala crede possa essere una guida per raggiungere il pianeta di Yūma.

## Trasformazioni e attacchi
- Trasformazione (Dress delle dodici costellazioni dello zodiaco (１２星座ドレス?, 12 seiza Doresu)): le Pretty Cure si trasformano in Super Pretty Cure grazie al potere della Miracle ♡ StarLight e alle 12 costellazioni dello zodiaco. Gli abiti richiamano ciascuno la relativa costellazione: Cure Star possiede Taurus e Pisces; Cure Milky possiede Cancer e Leo; Cure Soleil possiede Libra e Scorpio; Cure Selene possiede Sagittarius e Capricorn; Cure Cosmo possiede Aries, Gemini, Virgo e Aquarius. Gli attacchi con le Princess Star Color Pen sono potenziati.

## Luoghi
Isole Okinawa (沖縄諸島?, Okinawa Shotō)
Isole del Giappone in cui Elena e Madoka si trovano in gita scolastica.
Linee di Nazca (ナスカの地上絵?, Nasuka no chijōe)
Sono geoglifi (linee tracciate sul terreno) del deserto di Nazca, in Perù. Vengono visti da Hikaru, Lala e Fuwa durante il loro giro per il mondo insieme a Yūma.
Scudo della Guiana (ギアナ高地?, Giana kōchi)
Una delle regioni con la maggiore biodiversità del mondo, in America meridionale. Viene visitata da Hikaru, Lala e Fuwa durante il loro giro per il mondo insieme a Yūma.
Salto Ángel (エンジェルフォール?, Enjeru Fōru)
La cascata con la caduta ininterrotta d'acqua più alta al mondo, in Venezuela. Viene visitata da Hikaru, Lala e Fuwa durante il loro giro per il mondo insieme a Yūma.
Salar de Uyuni (ウユニ塩湖?, Uyuni enko)
La più grande distesa salata della Terra, in Bolivia. Viene visitata da Hikaru, Lala e Fuwa durante il loro giro per il mondo insieme a Yūma.
Monte Yasur (ヤスール火山?, Yasūru kazan)
Vulcano dell'isola di Tanna, Vanuatu. Viene visitato da Hikaru, Lala e Fuwa durante il loro giro per il mondo insieme a Yūma.
Faro del Maracaibo (マラカイボの灯台?, Marakaibo no tōdai)
Fenomeno atmosferico che avviene esclusivamente in una zona localizzata sopra la foce del fiume Catatumbo dove si versa nel lago Maracaibo, in Venezuela. Viene visitato da Hikaru, Lala e Fuwa durante il loro giro per il mondo insieme a Yūma.
Cascate dell'Iguazú (イグアスの滝?, Iguasu no taki)
Sono le cascate più estese al mondo, situate tra Argentina e Brasile. Vengono visitate da Hikaru, Lala e Fuwa durante il loro giro per il mondo insieme a Yūma.
Stonehenge (ストーンヘンジ?, Sutōnhenji)
Sito neolitico in Regno Unito. Viene visitato da Hikaru, Lala e Fuwa durante il loro giro per il mondo insieme a Yūma.

## Colonna sonora
| Nº | Titolo CD | Numero tracce | Data uscita     |
| -- | --- | ------------- | --------------- |
| 1  | Twinkle Stars | 6             | 16 ottobre 2019 |
| 2  | Eiga Star☆Twinkle Precure - Hoshi no uta ni omoi wo komete - Original Soundtrack (映画 スター☆トゥインクルプリキュア 星のうたに想いをこめて オリジナル・サウンドトラック?) | 27            | 16 ottobre 2019 |

### Sigle
La sigla originale di apertura è composta da Noriko Fujimoto (Nostalgic Orchestra), mentre quella di chiusura da Hiroshi Takaki con il testo di Shōko Ōmori.
Sigla di apertura
- Kirari☆彡 Star☆Twinkle Precure (キラリ☆彡スター☆トゥインクルプリキュア?), cantata da Rie Kitagawa

Sigla di chiusura
- Twinkle Stars, cantata da Rina Chinen

## Distribuzione
Il film è stato proiettato per la prima volta nelle sale cinematografiche giapponesi il 19 ottobre 2019. Il DVD e il Blu-ray sono usciti il 19 febbraio 2020.

## Accoglienza
Nel primo fine settimana di proiezione, il film ha incassato la cifra di 160 milioni di yen, piazzandosi al terzo posto del box office. L'incasso totale è di 670 milioni di yen circa.

## Altri adattamenti
Un adattamento in cartaceo del film è stato pubblicato da Kōdansha il 19 ottobre 2019 con ISBN 978-4-06-517340-4.